# 海童軍
海童軍是國際童軍運動的一部份，主要強調水上活動，例如獨木舟、帆船運動和划船。基於各國家的水文狀況，這些活動可能會在湖、河或海中，使用小型或是大型的船隻。海童軍可以是所有年齡階段童軍的一個計劃，或只是給年齡階段較高的童軍。海童軍提供了學習帆船、船上巡航、航海術、船引擎運作的機會。海童軍通常會舉辦划船比賽做競爭。

## 歷史
貝登堡成長在一個有海軍背景的家庭。他的外祖父是海軍上將威廉‧史密斯。1872年，當時貝登堡15歲，他和兄弟們用可折疊獨木舟進行了一個越野探險。旅程中，他們在營帳睡覺，並且自行生火煮食。海童軍的構思，可以說是透過這次經歷萌生的。